# Rua Direita
La Rua Direita es una de las calles más antiguas de la ciudad de São Paulo, Brasil. Está ubicada en el distrito de Sé.  Inicia en la Praça da Sé y culmina en la Praça do Patriarca. Junto con la rua 15 de noviembre y la rua São Bento forma el célebre "triángulo paulisatno" del centro de la ciudad que representaba el centro de la vida comercial, intelectual y elegante de la ciudad de São Paulo a finales del siglo XIX e inicios del siglo XX. Tiene cruces con la rua José Bonifacio, el Largo da Misericórdia y la rua Quintino Bocaiuva.

## Historia

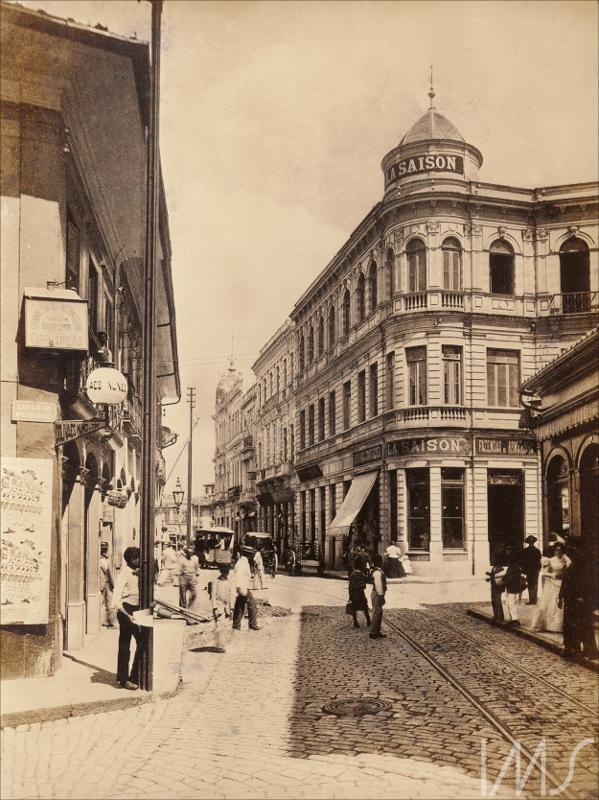
Aspecto de la Rua Direita (c.1898), por Guilherme Gaensly. IMS.

La vía fue abierta a finales del siglo XVI para unir el centro de la ciudad con la antigua vía que llevaba a la aldea indígena de Pinheiros. Fue delineada sin ningún planeamiento, por fuerza de la necesidad. Desde el Pátio do Colégio, cuna de São Paulo, siguiendo por la iglesia de la Misericordia y luego la iglesia de Santo Antonio, se precipitaba al Vale do Anhangabaú y subía por lo que luego sería la Ladera de Piques (rua Quirino de Andrade), y se unía al camino a Pinheiros, actual rua da Rua da Consolação. A partir de ahí se entraba en el sertón.
Llamar como "rua Direita" a la calle principal de una ciudad es una costumbre que vino con los colonizadores portugueses. No importaba si la calle era recta o no, al ser la principal de la ciudad debía llamarse "Derecha" y usualmente se ubicaba a la derecha de la principal iglesia de la localidad debido a la influencia de la religión en la vida de las personas. La calle inicialmente fue llamada "Direita de Santo Antônio" y también "Direita da Misericórdia" al ser ambos templos las referencias.
Entre 1700 e inicios de 1800, la mayoría de sus casas eran adosadas, con tiendas en la planta baja y viviendas en las superiores. En 1828 la calle tuvo iluminación pública con lámparas de aceite de pescado. Sólo a partira de 1870, con las mejoras en la ciudad, pasó a tener iluminación pública a gas, vagones tirados por burros, agua corriente y adoquinado. La iluminación eléctrica llegó en 1890.
En esta calle vivieron algunos personajes ilustres como el Barón de Iguape (Antônio da Silva Prado), o el Barón de Tietê (José Manuel da Silva), e incluso el senador Nicolau Pereira de Campos Vergueiro.
A partir de 1950, la Direita y otras calles del centro viejo pasaron a ser estrictamente peatonales.

## Comercio

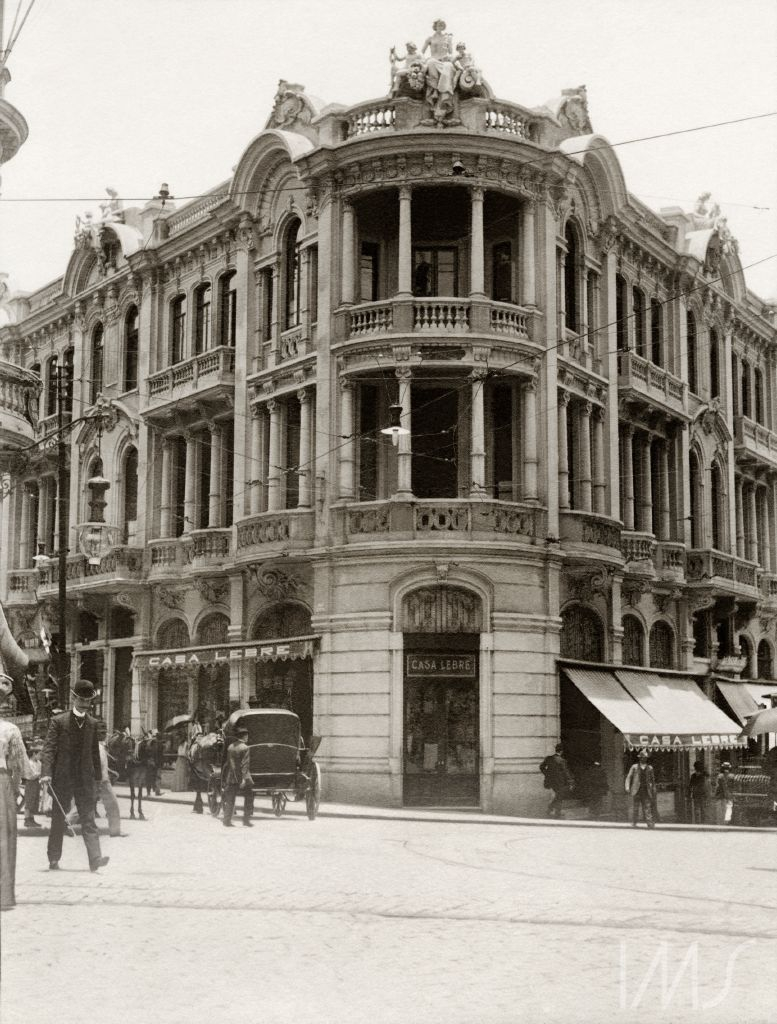
La histórica Casa Lebre (1912).

Desde mediados del siglo XIX, las tiendas de la rua Direita se iniciaba con la Casa Lebre funcionando en la mansión de propiedad del Barón de Tieté en la esquina con la rua 15 de noviembre, tienda que sobrevivió por décadas.
A inicios del siglo XX, empezaron a aparecer tiendas más sofisticadas al adoptar vitrinas y servicio más elaborado. Así surgió la Casa Alemã que luego sería llamada "Galería Paulista de Modas" que construyó una moderna sede en la calle y duró décadas. La casa Au Bon Marché, casi en la esquina de la actual Plaza del Patriarca y luego, casi al frente, se instaló la Casa Bonilha. También fue sede de la Casa Bevilaqua, una de las primeras tiendas de instrumentos musicales en el Brasil.
Consta en un ejemplar de O Farol Paulistano de 1828, el aviso de sofas y sillas traídos de Inglaterra que se podían encontrar en la casa del señor Joaquim Elias en la Rua Direita N° 2.
También se establecieron en la calle las tiendas Ao Preço Fixo, Sedanyl, Tecelagem Francesa, Casa Henrique, Casa Cosmos, Casa Sloper, Lojas Brasileiras, Lojas Americanas, Marcel Modas, y varias otras que mantuvieron por mucho tiempo su tradición comercial.

## Inmuebles históricos

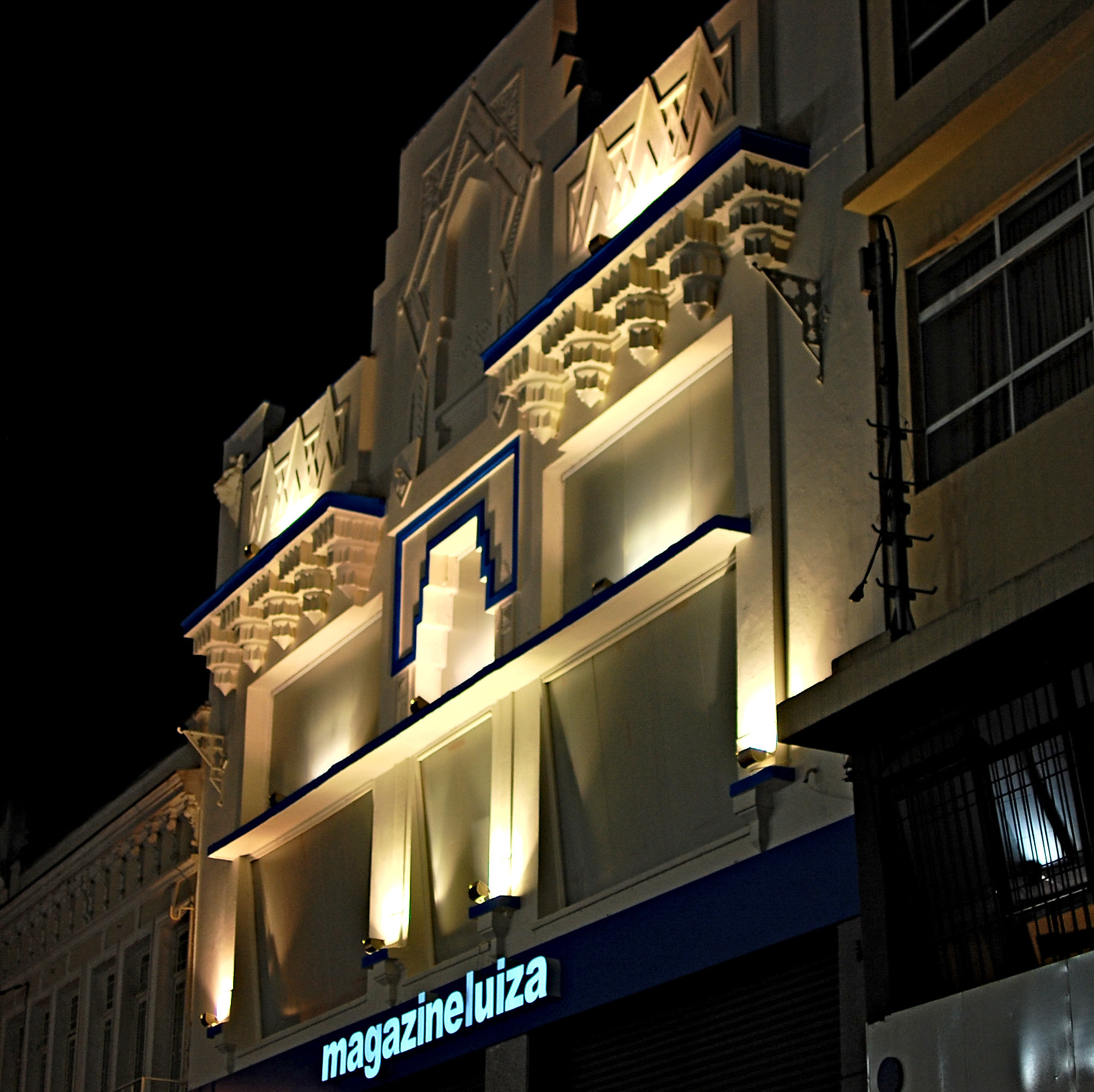
Fachada del antiguo Cine Alhambra.

En el antiguo edificio del número 33 se inauguró el 7 de enero de 1884 la primera central telefónica de la ciudad de São Paulo y una de las primeras del Brasil realizada por la Companhia Telégrafos Urbanos (Ferdinand Rodde & Co.), formando parte de la historia de las telecomunicaciones del país.
El Edificio Guinle es considerado el primer rascacielos de São Paulo con 7 pisos, siendo el precursor de la verticalización de la ciudad. Construido entre los años de 1913 a 1916, de autoría del arquitecto Hipólito Pujol Junior, su construcción sólo fue aprobada por la Alcaldía tras un informe oficial porque el Barón de Duprat, alcalde en ese entonces, dudó de que un edificio tan grande tuviera estabilidad.
Para ello se solicitó el aval del ingeniero Antônio Francisco de Paula Souza, entonces director de la Escuela Politécnica de la Universidad de São Paulo. El edificio tenía figuras que parecían hojas y frutos de café que remitían a la riqueza del "oro verde" que hizo posible su construcción a inicios del siglo XX.
El lujoso Cine Alhambra fue construido en 1927 y pertenecía a los señores João Batista de Souza y Manuel Pereira Guimarães. Fue inaugurado en 1928 con la exhibición de la película "La Carne y el Diablo" de la MGM, la misma que fue considerada "impropia para señoritas" en esa época.